# Shane Jones (Politiker)

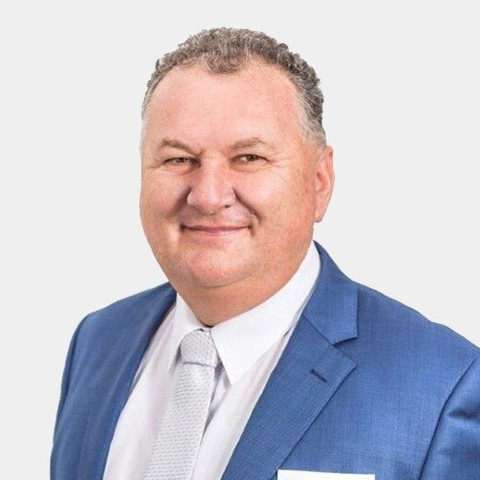
Shane Jones (2017)

Shane Geoffrey Jones, in der Öffentlichkeit als Shane Jones bekannt, (* 3. September 1959 in Mangōnui, Region Northland, Neuseeland) ist ein Politiker der Partei New Zealand First. Zuvor war er Mitglied der New Zealand Labour Party und saß für die Partei von 2005 bis 2014 als Abgeordneter im New Zealand Parliament.

## Leben
Shane Geoffrey Jones wurde am 3. September 1959 in Mangōnui der Region Northland geboren. Seine Vorfahren waren zum Teil Māori und kamen zu anderen Teilen aus England, Wales und Kroatien.
Sein Studium schloss er mit einem Bachelor of Arts und einem Master of Public Administration in Neuseeland ab und erhielt ein Harkness-Stipendium für ein Studium an der Kennedy School of Government der Harvard University.

## Politische Karriere
Jones begann seine politische Karriere als Abgeordneter des New Zealand Parliament im Jahr 2005, als er für die Labour Party kandidierte und einen Sitz gewann. In Regierungsverantwortung kam Jones dann im November 2007 in der schwierigsten Phase der 5. Labour-Regierung (1999–2008), die eine Minderheitsregierung mit der New Zealand Progressive Party unter Tolerierung durch zwei rechte Parteien gebildet hatte.
Jones übernahm bis zur Abwahl der Regierung durch die General Election im November 2008 folgende Ministerposten:
| Minister                                               | vom              | bis               |
| ------------------------------------------------------ | ---------------- | ----------------- |
| Minister for Building and Construction                 | 5. November 2007 | 19. November 2008 |
| Associate Minister of Immigration                      | 5. November 2007 | 19. November 2008 |
| Associate Minister of Trade                            | 5. November 2007 | 19. November 2008 |
| Associate Minister for Treaty of Waitangi Negotiations | 5. November 2007 | 19. November 2008 |

Über die General Election 2008 konnte Jones über Platz 16 der Liste seiner Partei seinen Sitz im Parlament bestätigen, doch die Labour Party verlor ihre Regierungsmehrheit an die New Zealand National Party.
Im Jahr 2013 trat Jones gegen David Cunliffe in der Wahl um die Parteiführung in der Labour Party an und verlor. Ein Jahr später zog er seine persönlichen Konsequenzen daraus und verließ die Partei fünf Monate vor den nächsten Parlamentswahlen. Mit seinem Parteiaustritt verlor Jones auch seinen Sitz im Parlament zur folgenden Parlamentswahl, wurde aber mit der Ernennung zum Pacific Economic Ambassador (Botschafter für Wirtschaft für die Pazifikstaaten) nicht arbeitslos.
Zur General Election des Jahres 2017 wurde Jones nach langer Geheimhaltung überraschend als Kandidat für die Partei New Zealand First im Juni 2017 der Öffentlichkeit vorgestellt. Jones trat nun mit dem nationalistischen Slogan „Put New Zealand First Again“ in der Öffentlichkeit auf und kandidierte für den Wahlkreis Whangarei. Über die Liste der Partei New Zealand First gelang ihm schließlich am 23. September 2017 der Wiedereinzug ins Parlament.
Als Labour unter der Führung von Jacinda Ardern die Parlamentswahl 2017 gewann und eine Koalitionsregierung bilden musste, holte Ardern Jones für folgende Ministerposten ins 1. Cabinet ihrer Regierung:
| Minister                                       | vom              | bis              |
| ---------------------------------------------- | ---------------- | ---------------- |
| Minister of Forestry                           | 26. Oktober 2017 | 6. November 2020 |
| Minister for Infrastructure                    | 26. Oktober 2017 | 6. November 2020 |
| Minister of Regional Economic Development      | 26. Oktober 2017 | 6. November 2020 |
| Associate Minister of Finance                  | 26. Oktober 2017 | 6. November 2020 |
| Associate Minister of Transport                | 26. Oktober 2017 | 6. November 2020 |
| Associate Minister for State Owned Enterprises | 2. Mai 2018      | 6. November 2020 |

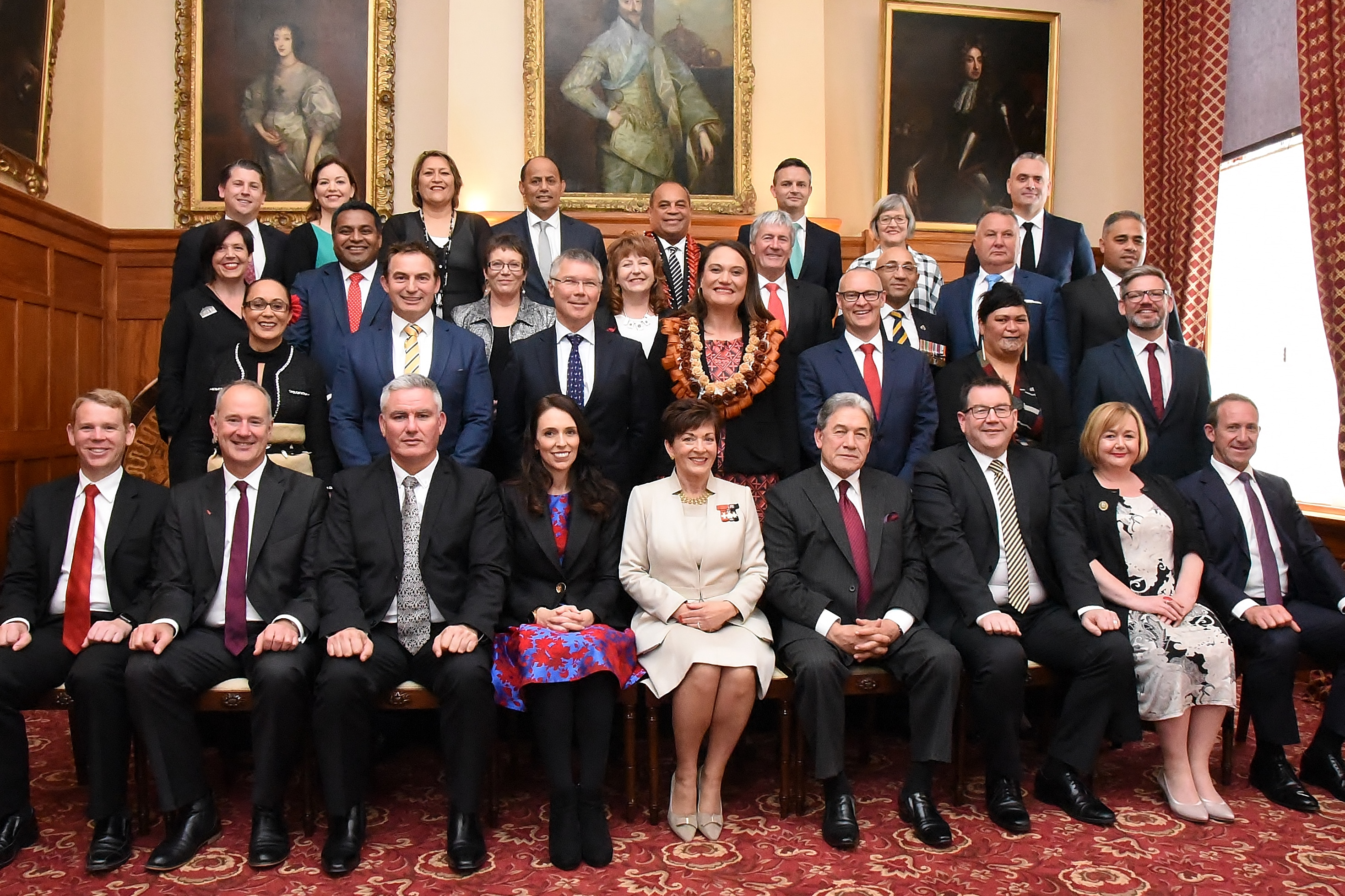
Shane Jones (2017)
2. von rechts in der dritten Reihe

In der General Election 2020 scheiterte die New Zealand First an der Fünf-Prozent-Hürde und verlor so wie Jones alle Sitze im Parlament. Im Dezember 2021 gab Jones eine Pressekonferenz und teilte der Öffentlichkeit mit, dass er für die kommende Wahl im Jahr 2023 wieder für das Parlament für die Partei New Zealand First kandidieren werde.